# Battaglia di Clastidium
La battaglia di Clastidium (oggi Casteggio, nell'Oltrepò Pavese) ebbe luogo nel 222 a.C., probabilmente il 1º marzo, tra Romani e Galli Gesati, celti transalpini scesi in Italia su richiesta dei cisalpini Insubri.

## Contesto storico
Antefatto della battaglia fu l'attacco portato dai Romani, comandati dal console Marco Claudio Marcello, agli Insubri, che tre anni prima avevano condotto una pericolosissima offensiva contro gli stessi Romani, fermata a Talamone con una delle battaglie che, per le forze in campo, fu considerata tra le maggiori dell'antichità. I Romani, respinte le proposte di pace degli Insubri, assediavano Acerrae, località tra il Po e le Alpi tradizionalmente identificata con Pizzighettone, tra Cremona e Lodi.
Per alleggerire la situazione di Acerrae cui non riuscivano a venire in aiuto (i Romani avevano occupato tutte le posizioni strategiche attorno alla città), gli Insubri, rafforzati da circa trentamila mercenari della valle del Rodano detti Gesati, tentarono una diversione su Clastidium. Essa era allora un'importante località degli Anamari (o Marici), popolazione ligure che, probabilmente per timore dei vicini Insubri bellicosi, già l'anno prima avevano accettato l'alleanza con Roma.

## Battaglia
Saputa la notizia i Romani, non abbandonando come sperato dagli Insubri l'assedio di Acerrae, inviarono la cavalleria con parte dei fanti a soccorrere gli alleati. Non è chiaro se Clastidium fosse allora caduta (come sembra indicare Plutarco), o ancora resistesse, come con più verosimiglianza indica Polibio. Comunque gli Insubri, lasciata Clastidium, avanzarono contro il nemico, ma furono attaccati dalla cavalleria romana con grande impeto. Dopo una certa resistenza, attaccati anche alle spalle e alle ali dai Romani, dovettero ritirarsi disordinatamente, e furono spinti verso un fiume (il Po oppure, come vuole il Baratta, un piccolo corso d'acqua locale, la Coppa), dove in gran numero trovarono la morte. Gli altri furono invece uccisi dai Romani. Lo stesso console Marcello, riconosciuto il re nemico Viridomaro dalle ricche vesti, lo attaccò uccidendolo di persona.

## Conseguenze
La distruzione dell'esercito degli Insubri spianò ai Romani la strada per Mediolanum (Milano), capitale nemica, che fu conquistata dopo breve assedio. La battaglia di Clastidium, che fu quindi il preludio per la conquista romana della Gallia Cisalpina, divenne tra le più celebri della storia romana.
La nota epica dello scontro diretto tra i comandanti fece sì che Marcello, che consacrò le spolia opima (ricche vesti) di Viridomaro a Giove Feretrio, divenisse protagonista di una delle più antiche opere della letteratura latina, la fabula praetexta di Nevio, intitolata appunto Clastidium.
Marcello ebbe l'onore del trionfo, che viene ricordato nei Fasti triumphales capitolini con le seguenti parole:
(AE 1889, 70)